# Olej z rumianku
Olej z rumianku – kwiaty rumianku (Chamomilla recutita) macerowane najczęściej w oleju jojoba lub w oliwie. Zawiera terpeny. Oleisty wyciąg nie zawiera chamazulenu, tak jak olejki eteryczne. Ma żółtawe zabarwienie i rumiankowy zapach.
| Zastosowanie | - W przemyśle kosmetycznym polecany dla skóry tłustej, zanieczyszczonej, suchej, dojrzałej, wrażliwej i mieszanej (z tendencją do zanieczyszczeń). Stosowany przy suchych włosach, łupieżu, w kremach ochronnych, produktach After-Sun. - W medycynie wykorzystuje się jego właściwości przeciwzapalne. Olej z rumianku działa leczniczo, uspokajająco i łagodząco. |
| Uwagi        | U wrażliwych osób mogą wystąpić podrażnienia, zaleca się przeprowadzenie testu alergicznego. |